# Burgruine Schauerberg
Die Burgruine Schauerberg, auch Altschauerberg oder Eppala genannt, ist die Ruine einer Höhenburg auf 370 m ü. NHN in einem Buchenwald oberhalb von Altschauerberg, einem Gemeindeteil des Marktes Emskirchen im mittelfränkischen Landkreis Neustadt an der Aisch-Bad Windsheim in Bayern.
Entlang der Burgruine verlaufen die Fernwanderwege Aurach-Weg und Rangau-Querweg.

## Geschichte
Nach einer Theorie wurde die Burg möglicherweise erst im 14. Jahrhundert als Amtsburg der Burggrafen von Nürnberg erbaut und wäre dann im ältesten Urbar des Burggrafentums Nürnberg von 1361 erstmals aufgeführt mit „Ze Schaurberg under der Puerg“. Nachdem der Name Schaurberg allerdings längst bestanden hatte und burggräfliche Amtshäuser typischerweise in die Orte gebaut wurden, kann es sich bei Burg und Amtshaus Schaurberg um zwei getrennte Anlagen gehandelt haben. Nachdem 1377 der Raubritter Eppelein von Gailingen die Bürger der Reichsstadt Rothenburg ob der Tauber überfallen hatte, fand er bei Heinrich von Seckendorff Unterschlupf, der zu diesem Zeitpunkt die Burghut für den Nürnberger Burggrafen auf der Schauerburg oberhalb der damaligen Siedlung Schauerberg innehatte und ein entfernter Verwandter Eppeleins war. 1388 wurde die Burg im Städtekrieg (1387–89) durch die Reichsstadt Nürnberg zerstört. Im 16. Jahrhundert wurde die Burg als Steinbruch genutzt.
Die Form der ehemaligen Burganlage mit einer durch ein Wall-Graben-System gesicherten, hügelartig herausragenden Hauptburg sowie einer südlichen Vorburg, legt aufgrund der Bauart eine Einordnung als Turmburg oder Turmhügelburg (Motte) aus dem 9. bis 12. Jahrhundert nahe. Deren, im öffentlichen Bewusstsein sehr populäre normannische Versionen („motte-and-bailey-castle“) hatten sich ab dem 11. Jahrhundert von Nordfrankreich her ausbreiteten können, während ungarnzeitliche Motten des 9. und 10. Jahrhunderts beispielsweise als ottonische Amtsburgen in Süddeutschland und insbesondere in Franken bereits in großer Zahl vorhanden waren. Für eine typische Turmhügel-Konzeption ist die Hauptburg allerdings zu groß und eine genaue Datierung der Anlage auf dem Schauerberg steht bislang aus. Auf dem Berg sind nur noch ein Mauerrest der Hauptburg und der U-förmige Halsgraben erhalten.

## Literatur

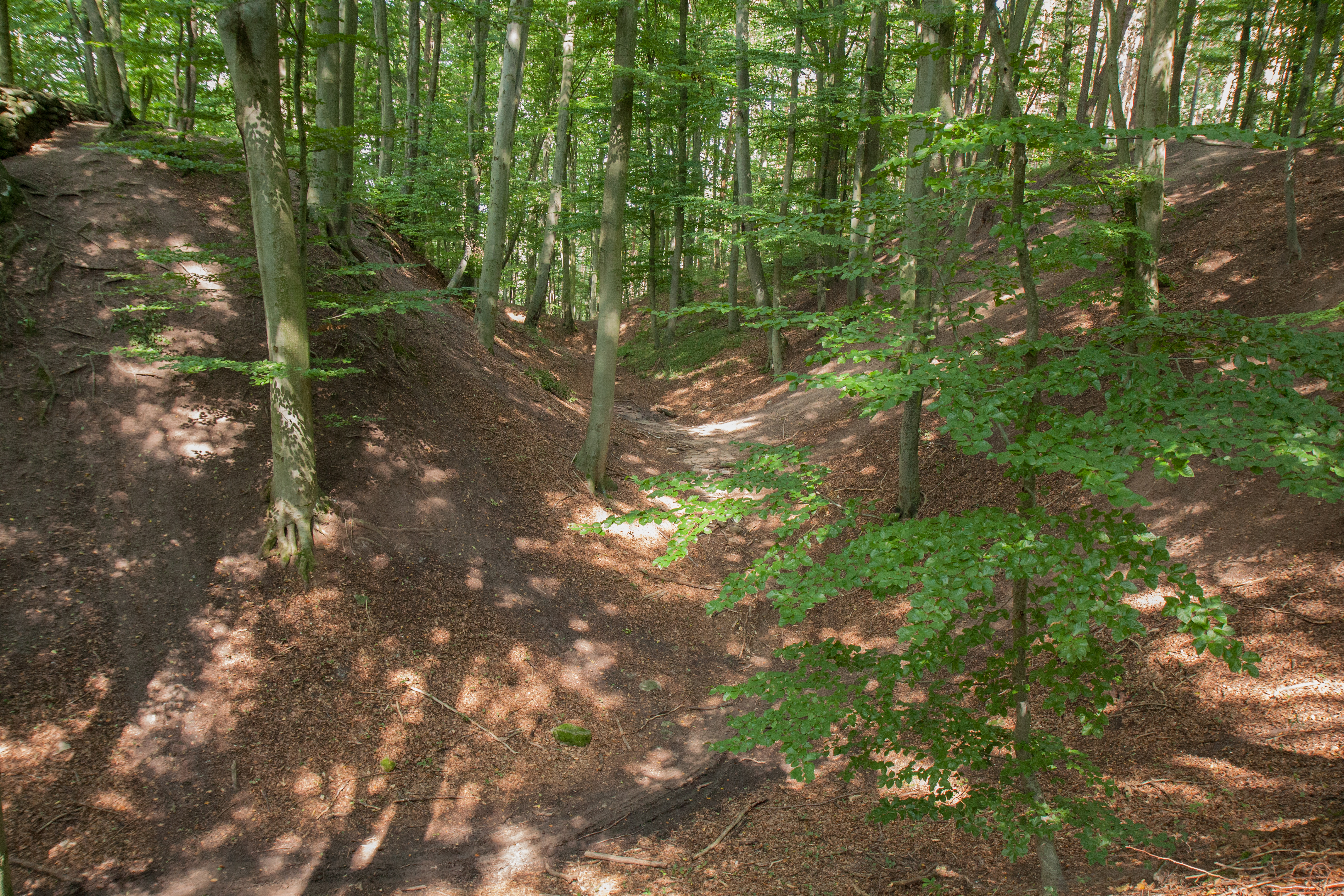
Blick in den Halsgraben der Burg